# Masao Sugimoto
Masao Sugimoto (杉本 雅央; Prefettura di Shizuoka, 26 giugno 1967) è un ex calciatore giapponese, di ruolo centrocampista.

## Carriera
Conta 31 incontri nella massima divisione nipponica.